# Hero (bedrijf)

Hero is een Zwitsers bedrijf in voedingsmiddelen met fruit als belangrijkste ingrediënt. Hero is in 1886 door Gustav Henckell en Gustav Zeiler in Lenzburg in Aargau opgericht. Na de dood van Gustav Zeiler in 1889, werd de firmanaam veranderd in 'Henckell und Roth'.
Op 22 juli 1914 verbond Hero zijn naam aan een kleine fabriek in Breda, die tot dan toe confiture en vruchtenpulp maakte. Men produceerde sindsdien onder de naam Hero verschillende conserven. De naam ging voluit de 'N.V. Hero Conserven Breda' luiden.
In 1933 introduceerde Hero een eigen merk frisdrank, die tegen de gazeuses zonder merk ging concurreren: Hero Perl appellimonade, later gevolgd door sinas, frambozen, grapefruit en cassis, in 1938.
De belangrijkste overnames van Hero waren die van De Betuwe in 1987 en van Herschi in 1989. 
In 1995 heeft Dr. Arend Oetker via dochterbedrijven, bij de Schwartau-Gruppe, 97,6% van de aandelen in handen gekregen. 